# Kronwiekstraße 17

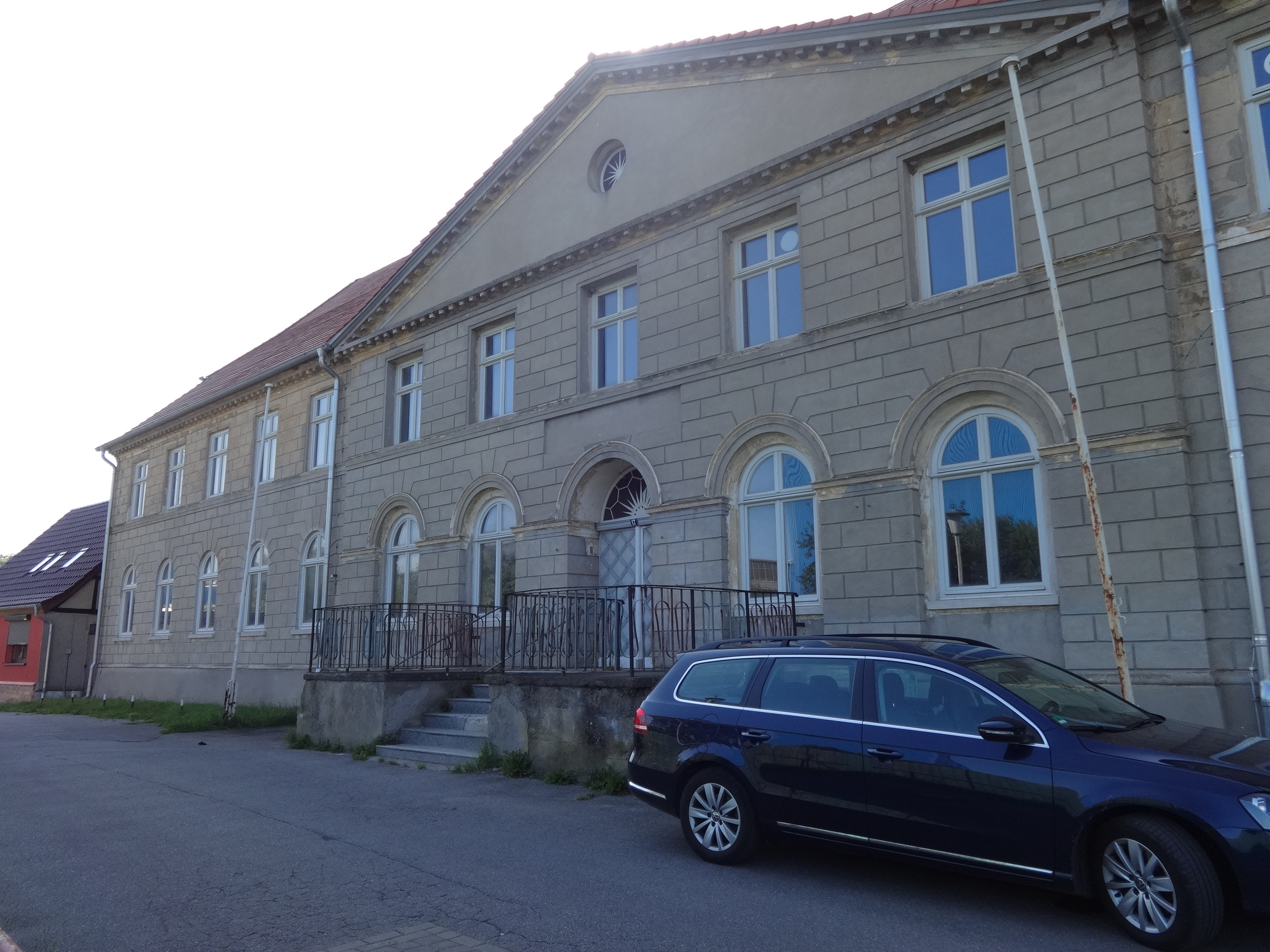
Kronwiekstraße 17

Das Gebäude Kronwiekstraße 17 ist ein Baudenkmal in der Stadt Wolgast im Landkreis Vorpommern-Greifswald in Mecklenburg-Vorpommern. Das Ende der 1820er Jahre als Armen- und Arbeitshaus errichtete Gebäude diente zu DDR-Zeiten als Lehrlingswohnheim. Nach der Wiedervereinigung wurde es als städtisches Verwaltungsgebäude und von sozialen Einrichtungen und Vereinen genutzt.

## Geschichte
Der Wolgaster Zigarrenfabrikant und Kaufmann Hermann Rassow und der Ratsherr Friedrich Bartels erwarben 1828 in der Kronwiek, einer damaligen Wolgaster Vorstadt, für 620 Taler ein Haus mit Garten. Dieses Grundstück übergaben sie der Stadt für die Errichtung einer sogenannten „Armenversorgungsanstalt“. Von rund 13.000 Talern Baukosten wurden 5.000 Taler aus Spenden aufgebracht, für den Rest nahm die Stadt eine Anleihe auf. Das Bauholz konnte frei aus dem Peenemünde Forst geholt werden, der der Stadt Wolgast gehörte.
Zur Zeit der DDR nutzte die Peenewerft das Gebäude als Lehrlingswohnheim. Nach der Wende diente das Haus der Stadt Wolgast als Verwaltungssitz. Eine Sanierung wurde durchgeführt. Ab 1997 wurde das Gebäude Vereinen und sozialen Einrichtungen zur Verfügung gestellt, außerdem wurden Dokumente des Stadtarchivs aus den 1990er Jahren dort gelagert.
Am 10. April 2012 wurde das Haus bei einem durch Brandstiftung gelegten Feuer stark beschädigt. Das Landesamt für Kultur und Denkmalpflege schätzte das Gebäude als sanierungsfähig ein.

## Gebäude
Der zweigeschossige Putzbau hat 15 Achsen und ist mit einem Krüppelwalmdach gedeckt. In der Mitte der Fassade befindet sich ein fünfachsiger Risalit über dem sich ein Dreiecksgiebel mit zentralem Okulus befindet. Die Fassade ist gequadert. Die Gliederung erfolgt im Obergeschoss durch ein Sohlbankgesims sowie durch Gesims auf Kämpferhöhe der Erdgeschossfenster im Risalit. Die Fenster im Erdgeschoss und der Eingang besitzen Rundbögen. In eine kleine Terrasse vor dem Eingang ist eine Treppe eingeschnitten. Die zweiflügelige Eingangstür ist rautenförmig kassettiert und hat ein verglastes Oberlicht in Form eines stilisierten Sterns.
Im Inneren sind Füllungstüren aus der Bauzeit erhalten. Bei Fertigstellung befanden sich im Gebäude zwei Wohnungen für das Aufsichtspersonal, 27 Armenzimmer für 84 Personen, vier Arbeits- und zwei Schlafsäle sowie drei Krankenzimmer.